# Bannière droite de Tumd
Pour les articles homonymes, voir Tumd.
La bannière droite de Tumd (土默特右旗 ; pinyin : Tǔmòtè Yòu Qí) est une subdivision administrative au nord de la région autonome de Mongolie-Intérieure en Chine. Elle est placée sous la juridiction de la ville-préfecture de Baotou.

## Démographie
La population de la bannière était de 346 808 habitants en 1999.